# (2028) Janequeo
(2028) Janequeo (1968 OB1) ist ein Asteroid des Hauptgürtels, der am 18. Juli 1968 von Carlos Torres, vom Cerro El Roble-Observatorium aus, entdeckt wurde.
Der Asteroid wurde nach Janequeo, der Frau von Guepotan (ein Häuptling im Arauco-Krieg) benannt.